# Ibrahim Shah di Kedah
Paduka Sri Sultan Ibrahim Shah ibni al-Marhum Sultan Mahmud Shah (... – Kota Seputih, 9 agosto 1373) è stato sultano di Kedah dal 1321 al 1373.
Venne educato privatamente.
Il 22 maggio 1321 fu proclamato sultano. All'inizio del suo regno continuò a risiedere a Kota Sungai Mas. Il 18 maggio 1323 lui, i suoi parenti e il governo si trasferirono a Kota Seputih.
Consegnò la città di Kota Sungai Mas al Raja Muda Ahmad e Kota Bukit Meriam a Dato Tan Derma Dewa poiché se ne prendessero cura.
Si sposò con Tunku Mala ed ebbe due figli.
Morì all'Istana Baginda di Kota Seputih il 9 agosto 1373 per malattia e fu sepolto nel cimitero reale della stessa città.